# بوبي دكورث
بوبي دكورث (بالإنجليزية: Bobby Duckworth) هو لاعب كرة قدم أمريكية أمريكي، ولد في 27 نوفمبر 1958 في كروسيت في الولايات المتحدة.

## وصلات خارجية
- بوبي دكورث على موقع مرجع كرة القدم المحترفة.كوم (الإنجليزية)